# Nas Garras da Patrulha
Nas Garras da Patrulha é um programa de televisão humorístico brasileiro exibido entre 2001 e 2023 diariamente pela TV Diário e desde 2024 esporadicamente pela TV Verdes Mares, sendo a versão televisiva do programa radiofônico transmitido pela Rádio Verdes Mares. Passando-se no estado do Ceará, a atração apresenta esquetes humorísticos com linguagem regional que retratam o cotidiano da população cearense, sendo protagonizados por personagens incorporadas em bonecos de manipulação, que seguem uma estrutura de acordo com suas características e satirizam personalidades da mídia local.

## História
Após sua inauguração, a AM do Povo, da capital cearense Fortaleza, estreou o Patrulha Policial, programa idealizado pelo produtor Paulo Oliveira que abordava notícias policiais do estado em dramatizações com humoristas e radioatores. Em 1987 a atração foi transferida para a Rádio Verdes Mares, recebeu o título Nas Garras da Patrulha e passou a ser apresentado pelo coordenador de programação da emissora Paulo Lélis.
No início da década de 2000 o então superintendente do Sistema Verdes Mares Mansueto Barbosa concebeu a adaptação de programas da rádio para exibição na TV Diário, emissora do mesmo conglomerado, entre eles o Garras. Buscando não ter atuações dos integrantes do radiofônico na versão optou-se pelo uso de bonecos de manipulação para incorporar as personagens, aos moldes do que era feito no programa Contra Informação da RTP, com a qual os responsáveis pela adaptação entraram em contato, não conseguindo. Coube, então, à companhia de teatro Circo Tupiniquim, envolvida na criação da atração, confeccionar bonecos de esponja. Cogitou-se em intitular a versão como Garras na TV, sendo mantido o título do programa de rádio.
O Nas Garras da Patrulha estreou na TV Diário em 22 de maio de 2001. A direção era de Marcos Belmino, que esteve na função até sua morte, em 2007. Paulo Lélis apresentava o programa tal como na Rádio Verdes Mares, e os integrantes que emprestavam suas vozes às personagens eram os humoristas Hiran Delmar e Cléber Fernandes e o radioator Djacir Oliveira. Após o falecimento de Lélis, em 2008, o comando passou a ser de Will Ferrari.
Em 6 de abril de 2015, com o lançamento da transmissão em sinal digital da TV Diário em Fortaleza, o Garras passou a ser exibido em alta definição, além de novos bonecos serem confeccionados.
De 2015 a 2017 três webséries temáticas protagonizadas pelas personagens da atração foram produzidas e publicadas em plataformas digitais da emissora: Os Amigos do Coxinha, Tizil e a Máquina do Tempo e A Impostora.
Em 19 de setembro de 2016 o programa é transmitido ao vivo pela primeira vez, realizando uma interação entre personagens e telespectadores.
O Nas Garras da Patrulha deixou a programação da TV Diário em dezembro de 2023, enquanto na Rádio Verdes Mares foi ao ar pela última vez em 26 de janeiro de 2024. Alguns de seus personagens passaram a aparecer em produções especiais e ações promocionais da coirmã TV Verdes Mares, enquanto Chico Pezão, interpretado por Cleber Fernandes, atuou como comentarista de um quadro humorístico sobre jogos de futebol no Globo Esporte Ceará. A partir de dezembro do mesmo ano a TV Verdes Mares passou a levar ao ar especiais esporádicos do programa.

## Integrantes
Atuais
- Cleber Fernandes (2001–presente)
- Ery Soares (2009–presente)

Anteriores
- Paulo Lélis* (2001–2008)[7]
- Hiran Delmar (2001–2009)[6]
- Will Ferrari (2008–2018)[1]
- Djacir Oliveira* (2001–2021)[3]

*: Falecido quando membro.